# Повстання в Совето
Повстання в Совето було серією демонстрацій і протестів чорношкірих учнів старших класів шкіл в Південній Африці, які розпочалися вранці 16 червня 1976 року. 
Учні великої кількості шкіл почали протестувати на вулицях Совето у відповідь на введення африкаанс як мови навчання в місцевих школах.  За оцінками, у протестах взяли участь близько 20 000 студентів. При подавленні протесту поліція використовувала надмірну жорстокість. За офіційними даними 176 протестувальників було вбито поліцією, але за деякими оцінками їх кількість може сягати 700 осіб.    На вшанування цих подій 16 червня в Південній Африці було оголошено державним святом, яке назвали Днем молоді . 

## Причини протестів
Чорношкірі південноафриканські старшокласники в Совето протестували проти указу 1974 року, який змусив усі школи для чорношкірих використовувати африкаанс та англійську мови в процесі навчання у рівному співвідношенні.  Регіональний директор департаменту освіти Банту (Північна Трансваалія) Дж. Г. Еразм повідомив директорам шкіл, що, згідно з указом, з 1 січня 1975 року математика, арифметика та суспільні науки мають викладатися мовою африкаанс з 7-го класу); Англійська мова мала бути засобом навчання для природничих та практичних предметів (рукоділля, робота з деревом та металом, мистецтво, сільське господарство).  Мови корінних народів було дозволено використовувати лише на уроках релігії, музики та фізичної культури. 
Асоціаціативність мови африкаанс з апартеїдом спонукала чорношкірих південноафриканців надавати перевагу англійській мові. Англійську мову навіть обирали як державну на рівні з місцевими мовами у Бантустанах. Крім того, англійська мова ставала найбільш використовуваною мовою в сферах торгівлі та промисловості. Указ 1974 р. мав на меті примусово повернути чорношкірих африканців до використання мови африкаанс. Тогочасний уряд, який складався переважно з африканерів,  застосував положення Закону про Південно-Африканський союз 1909 р. як привід для цього, за цим положенням офіційними мовами визнавалися лише англійська та голландська  (останню було замінено на африкаанс у 1925 р.)  Хоча в усіх школах повинні були викладати як африкаанс так англійська мова, проте білошкірі південноафриканські учні вивчали інші предмети своєю рідною мовою . 
Пант Джексон, тогочасний міністр освіти Банту, заявив: "Чорний чоловік має бути навчений працювати на фермі або на фабриці. Він має працювати на роботодавця який розмовляє або англійською, або африкаанс, та людина, яка буде давати йому вказівки також розмовлятиме або англійською, або африкаанс. То чому ми зараз маємо починати суперечки про мову навчання серед чорношкірих?... Ні, я не обговорював це з ними і не збираюся цього робити. Я обговорив це з Конституцією Південно-Африканської Республіки ..."
Чорношкіре населення було глибоко обурене указом. Десмонд Туту, єпископ Лесото та згодом декан Йоганнесбурга, заявив, що африкаанс є "мовою гнобителя". Педагогічні організації, такі як Африканська асоціація вчителів Південної Африки, виступили проти указу.  Зміна мови навчання примусила учнів зосередитись на розумінні мови замість змісту предмета. Це зробило критичний аналіз матеріалу важчим і не сприяло критичному мисленню. 
Обурення продовжувало зростати до 30 квітня 1976 року, коли діти в Західній Школі Орландо у Совето розпочали страйк, відмовляючись ходити до школи. Потім їх страйк поширився на багато інших шкіл Совето. Чорношкірі південноафриканські учні протестували, оскільки вважали, що вони заслуговують на те, щоб до них ставились і вчили так само, як і білих південноафриканців. Учень із середньої школи Морріса Ісааксона, Тебохо "Цієці" Машиніні, запропонував зустрітися 13 червня 1976 р., для того щоб обговорити, подальші дії. Учні створили Комітет дій (пізніше відомий як Представницька рада студентів Совето (Soweto Students' Representative Council),  який організував масовий мітинг 16 червня, щоб змусити владу почути їх.

## Повстання
Вранці 16 червня 1976 року між 10 000 та 20 000  чорношкірих учнів вийшли зі своїх шкіл до стадіону Орландо на мітинг проти того, щоб вчитися у школі мовою африкаанс. Багато учнів, які пізніше брали участь у протесті, прийшли в школу того ранку, не знаючи про нього, проте погодилися взяти участь. Протест був запланований Представницькою радою студентів Совето (SSRC)  за підтримки ширшого руху Чорна свідомість . Вчителі Совето також підтримали марш після того, як Комітет дій наголосив на дисциплінованості та мирних діях. 
Цієці Машиніні вів студентів з Старшої школи Морріса Ісааксона щоб об'єднатися з тими, хто йшов з Старшої школи Наледі. Коли студенти почали марш, то помітили, що поліція забарикадувала дорогу вздовж їхнього запланованого шляху. Лідер Комітету дії закликав учасників не провокувати поліцію та марш продовжився іншим шляхом, закінчившись біля Старшої школи Орландо. Натовп кількістю між 3000 та 10000 осіб попрямував у напрямку школи. Учні співали та розмахували плакатами з такими гаслами як "Геть Африкаанс", "Віва Азанія", та "Якщо ми мусимо вчити   африкаанс, тоді Форстер мусить вчити зулу".
Поліція спустила службового собаку на протестуючих, які вбили його.  Після цього поліція почала стріляти прямо в дітей. 
Серед перших загиблих учнів були 15-річний Гастінгс Ндлову та 13-річний Гектор Пітерсон, яких застрелили у середній школі Орландо Вест.  Фотограф Сем Нізіма сфотографував вмираючого Гектора Пітерсона, коли його несла Мбуїса Макубо, яку супроводжувала сестра Сема, Антуанетта Сітол. Фотографія стала символом повстання в Совето. Напади поліцейських на демонстрантів продовжилися, і в перший день у Совето загинули 23 людини. Серед них був і доктор Мелвіл Едельштайн, який присвятив своє життя соціальному благополуччю чорношкірих людей. Його забили до смерті камінням і залишили з табличкою на шиї з написом "Африкаанс - найнебезпечніший наркотик для нашого майбутнього". 
Насильство посилилось, були розгромлені як алкогольні магазини  та  бари, що розглядалися як неформальні форпости уряду апартеїду, так і офіційні державні органи . Насилля вщухло ввечері. Поліцейські мікроавтобуси та бронетранспортери патрулювали вулиці всю ніч. 
Лікарні швидкої допомоги були переповнені травмованими та закривавленими дітьми. Поліція запросила список усіх постраждалих від кульових поранень у лікарні для того щоб переслідувати їх за заворушення. Адміністратор лікарні передав цей запит лікарям, але лікарі відмовилися створювати список. Лікарі зафіксовували кульові поранення як абсцеси .  
1500 важко озброєних поліцейських, які були відправлені до Совето 17 червня, були озброєні  автоматичними гвинтівками, електрошокерами та карабінами.  Вони їздили навколо у бронеавтомобілях разом з вертольотами, які стежили за територією з неба. Армії Південної Африки також було наказано в перейти у режим очікування як тактичного заходу для того щоб проявити готовність задіяти військову силу. Методи контролю натовпу, які застосовувала Південно-Африканська поліція в той час, включали в себе здебільшого основному техніки розігнання людей. 

### Людські жертви
Кількість загиблих людей, як правило, визначається у  176 осіб, із деякими оцінками до 700.  Проте спочатку уряд стверджував про загибель лише 23 студентів;  кількість поранених оцінюється у понад тисячу людей. 
Чорношкірі студенти також вбили двох білошкірих людей, один з них - доктор Едельштайн .   

## Наслідки
Наслідки повстання встановили провідну роль Африканського Національного Конгресу (АНК) в боротьбі проти апартеїду. Таким чином, хоча ідеї ВСМ мали важливе значення у створенні клімату, який дав студентам впевненість, щоб викреслити, це АНК, НЕ расіалізм, які стали домінувати в дискурсі руху проти апартеїду серед чорношкірих. Перспективи, викладені в нарисі Джо Слово « Не середня дорога» - написаному саме в цей час і передбачуючи, що уряд апартеїду мав лише вибір між більшою репресією та поваленням революціонерів - мали дуже сильний вплив. 
Сутички відбувались і в той час, коли уряд Південної Африки змушений був "трансформувати" апартеїд в міжнародних очах у більш "доброякісну" форму. У жовтні 1976 р. Транскей, був оголошений урядом Південної Африки, як  "незалежний" регіон та мав автономне управління як бантустан зі столицею в Уматі. Спроба продемонструвати прихильність південноафриканських країн до самовизначення відступила, проте Транскей був сприйнятий іншими державами як маріонеткова держава . 
Повстання для країни було найважливішим викликом, який досі мав апартеїд, а економічна та політична нестабільність, яку вона спричинила, посилилась через міжнародний бойкот. Минуло ще 14 років до звільнення Нельсона Мандели, але в жодному разі держава не змогла відновити відносний мир і соціальну стабільність на початку 1970-х, коли чорний опір зростав. 
Багато білошкірих південноафриканських громадян були обурені урядом в Совето. Наступного дня, після кривавих подій, майже 400 білошкірих студентів з Університету Віттертерсранду пройшли через центр міста Йоханнесбурга на знак протесту проти вбивства дітей.  Чорношкірі громадяни також приєднувались до них у міру просування кампанії. Бунти також спалахнули в чорних містах інших міст Південної Африки. 
Студенти направили енергію та гнів молоді на політичний опір. Студенти в Тембісі влаштували вдалу і ненасильницьку акцію солідарності. Проте, аналогічний протест,  був у Кагісо, та призвів до того, що поліція зупинила групу учасників і змусила їх відступити, перш ніж вбити щонайменше п’ятьох людей, чекаючи підкріплення. Насильство згасло лише 18 червня. Бухгалтерські записи та адміністративні будівлі університету Зулуланда були спалені, і в серпні в Порт-Елізабет в серпні 33 людей загинули. У Кейптауні 92 людини загинули з серпня по вересень. 
Значна кількість кровопролить сталась в кінці 1976 року, проте, за цей час загинуло більше 600 чоловік. 
Довготривалі сутички в Совето призвели до економічної нестабільності. Південноафриканський ренд швидко знецінився, і уряд занурився в кризу. 
Африканський національний конгрес займався друкуванням та розповсюдженням листівок з наступним гаслом "Вільна Мандела, повісь Ворстер". Саме ці висловлювання пов'язували мовне питання з його революційною спадщиною та програмою та допомагаючи встановити його провідну роль. 

### Міжнародна реакція
Рада Безпеки ООН прийняла Резолюцію 392, яка рішуче заганьбила уряд апартеїду. 
Через тиждень після розпочатку повстання, Генрі Кіссінджер,який був державним секретарем США, зустрівся з президентом штату Південноафриканської Республіки, Б.Дж. Ворстером у Західній Німеччині, щоб обговорити ситуацію в Родезії, проте повстання в Совето не брало участі в їхніх дискусіях.  Кіссінгер і Ворстер знову зустрілися в Преторії в вересні 1976 року, а студенти в Совето та інших місцях протестували проти його візиту, через що, його звільнили поліцейські. 
Вигнанці Африканського Національного Конгресу (АНК) закликали до міжнародних дій та посиленню санкцій проти Південної Африки

## У ЗМІ
Зображення заворушень поширилися по всьому світу, шокуючи мільйони людей по всьому світу. Фотографія мертвого тіла Гектора Пітерсона, що була зроблена фотокореспондентом Сем Нізіма, викликала обурення та призвела до міжнародного осуду уряду апартеїду. 
Бунти в Совето зображені у фільмі 1987 року режисера Річарда Аттенборо, « Крик свободи», та у музичному фільмі « Сарафіна» 1992 року і однойменна музична постановка Мбонгені Нгеми . Бунти також надихнули роман «Сухий білий сезон » Андре Брінка та фільм 1989 року з такою ж назвою . Повстання в Совето також фігурували у 2003 році в кінострічці "Стандер", в якому йдеться про невдалого грабіжника банку та колишнього поліцейського Андре Стандера . Текст пісні"Soweto Blues", яку виконали Х'ю Масекели та Міріам Макеба . В пісні описують повстання Совето та дитячу частину в ньому. 

### Радіо
Через 20 років після повстання, у червні 1996 року, Проект Освітнього радіо Ульвазі Йоганнесбурга зробив кількагодинний радіодокументальний фільм, в якому висвітлив події 16 червня, виключно з точки зору людей, які проживали в той час у Совето.  Багато студентів, які планували приєднатись до повстання, брали участь, як і інші свідки. Зокрема фотограф Пітер Магубане, репортер Софі Тема та Тім Вілсон, білошкірий лікар, який оголосив Гектора Пітерсона мертвим у лікарні Барагванат. Радіотрансляція відбувалась  на SABC та на ряді місцевих радіостанцій по всій Південній Африці. Наступного року BBC Radio 4 і World World Service випустили переглянуту версію, що містить додаткові нові інтерв'ю, і одержала назву «День Помер Партеїда» .  Програма була представлена на телевізійних і радіопреміях Європейського співтовариства 1998 році, А також на преміях "Медіа-премії" Єдиного світового міжнародного телерадіомовлення " в 1998 році. Та отримала високу оцінку на радіопреміях Prix Italia 1998. В травні 1999 року його було повторно передано BBC Radio 4 як «Смерть Апартеїду» із новим вступом, що надає історичного контексту для британської аудиторії Ентоні Сампсон, який був колишнім редактором журналу « Барабан » та автором дозволеної біографії (1999) Нельсона Мандели. Сампсон пов'язував витяги з Звукового архіву BBC, які намітили довготривалу боротьбу проти апартеїду від Шарпевільської розправи 1960 року, через заворушення 1976 року та вбивство Стіва Біко, і аж до звільнення Мандели з в'язниці в 1990 році та виступом майбутнього президента. Також він визнав заборгованість усіх чорношкірих південноафриканців перед студентами, які віддали своє життя в Совето 16 червня 1976 року. 

## Дивитися також
- Гастінгс Ндлову
- Історія Південної Африки
- Звільнення перед освітою
- Міжнародний день африканської дитини

## Додаткові посилання
- "С. Африка відзначила повстання Совето" - BBC
- Guardian Unlimited аудіозапис Антуанетти Сітол (Пітерсон) про повстання Совето
- Обширний розбір з інформацією про події 16 червня 1976 року
- Молодь та національно-визвольна боротьба 1894–1994, історія Південної Африки Інтернет
- 16 червня молодіжне повстання Soweto, історія Південної Африки
- Хелена Поландт-Маккормік. "Я бачив кошмар ..." Насильство в пам'яті: повстання Совето, 16 червня 1976 р. Columbia University Press, 2005